# 伊勢市小俣総合体育館
伊勢市小俣総合体育館（いせしおばたそうごうたいいくかん）は、三重県伊勢市小俣町新村にある公立の体育館である。

## 概要
- アリーナ：ステージ付きで1,500人収容、バレーボールなら3面、バスケットボールなら2面、バドミントンなら6面、テニスなら1面のコートが取れる。（弾性床材を使用）
- 柔道場・剣道場：各1面
- トレーニングルーム：最大90人収容、会議・講習会などにも使用される。
- 特にバドミントンの大会（主に小中学生の県および市予選大会）が多く開催される。これは旧小俣町域でバドミントンが盛んに行われている為である。
  - 三重県小学生学年別バドミントン大会が、ほぼ毎年開催されている。（明野小学校体育館との2会場で実施）

## 沿革
- 1990年（平成2年）
  - 4月1日 - 度会郡小俣町新村に体育館が完成する。
  - 5月1日 - 小俣町総合体育館として開館する。
- 2005年（平成17年）11月1日 - 小俣町が伊勢市等と合併することにより、伊勢市小俣体育館と改称する。

## 周辺
- 伊勢市立明野小学校
- 大仏山公園

## 交通アクセス
- 近鉄山田線明野駅から徒歩15分。
- 伊勢市コミュニティバス 明野ルート、東大淀・日赤ルート「明野」停留所から西へ約600m